# North Lawrence (Ohio)
North Lawrence é um lugar designado pelo censo localizado no condado de Stark no estado estadounidense de Ohio. No Censo de 2010 tinha uma população de 268 habitantes e uma densidade populacional de 295,64 pessoas por km².

## Geografia
North Lawrence encontra-se localizado nas coordenadas 40° 50′ 31″ N, 81° 38′ 24″ O. Segundo o Departamento do Censo dos Estados Unidos, North Lawrence tem uma superfície total de 0.91 km², da qual 0.88 km² correspondem a terra firme e (3.14%) 0.03 km² é água.

## Demografia
Segundo o censo de 2010, tinha 268 pessoas residindo em North Lawrence. A densidade populacional era de 295,64 hab./km². Dos 268 habitantes, North Lawrence estava composto pelo 98.88% brancos, 0% eram afroamericanos, 0% eram amerindios, 0% eram asiáticos, 0% eram insulares do Pacífico, 0.37% eram de outras raças e 0.75% pertenciam a duas ou mais raças. Do total da população 0% eram hispanos ou latinos de qualquer raça.